# Now (周筆暢專輯)
《NOW》是中国大陆歌手周笔畅的第二张个人专辑，也是她于2007年12月18日同步发行的双子专辑之一。《NOW》这张专辑延续了周笔畅擅长的抒情R&B风格，代表着“现在”的周笔畅；而在另一张专辑《WOW》里，制作人和周笔畅实验了摇滚、舞曲、乡村等不同的音乐风格和唱法，目的是使听者发出"Wow!"的感叹。《NOW》这张专辑中还收录了周笔畅自己创作的歌曲《彼此》和《未来就是现在》。
专辑的主打歌《浏阳河2008》中引用了湖南民歌《浏阳河》的片段。《浏阳河》的原词作者徐叔华曾对新歌的歌词质量表示不满并试图起诉《浏阳河2008》的词曲作者和发行公司。 后经双方调解，纠纷已和平解决。

## 曲目
| 曲名                          | 作词           | 作曲                 | 编曲      | 制作人    |
| ----------------------------- | -------------- | -------------------- | --------- | --------- |
| 1. 浏阳河2008（与李谷一合唱） | 李焯雄／徐叔华 | 朱敬然／唐壁光       | 吴庆隆    | 朱敬然    |
| 2. 一周年                     | 李焯雄         | La-Ying／阮民安Tommy | 梁翘柏    | 梁翘柏    |
| 3. 阿凤                       | 陈少琪         | 金培达               | 金培达    | 金培达    |
| 4. 相信爱情                   | 双             | 丁世光               | 陈熙      | 朱敬然    |
| 5. 天使之城                   | 李焯雄         | 梁翘柏               | 梁翘柏    | 梁翘柏    |
| 6. 那个我对我说               | 王海涛         | 梁翘柏               | 梁翘柏    | 梁翘柏    |
| 7. 彼此                       | 葛大为         | 周笔畅／陈熙         | 陈熙      | 朱敬然    |
| 8. 你好吗（与李玖哲合唱）     | 崔惟楷         | Jae Chong／李玖哲    | Jae Chong | Jae Chong |
| 9. 爱好难                     | 李焯雄         | 朱敬然               | 陈熙      | 朱敬然    |
| 10. 未来就是现在              | 李焯雄         | 周笔畅               | 陈熙      | 朱敬然    |